# Nora Kalna

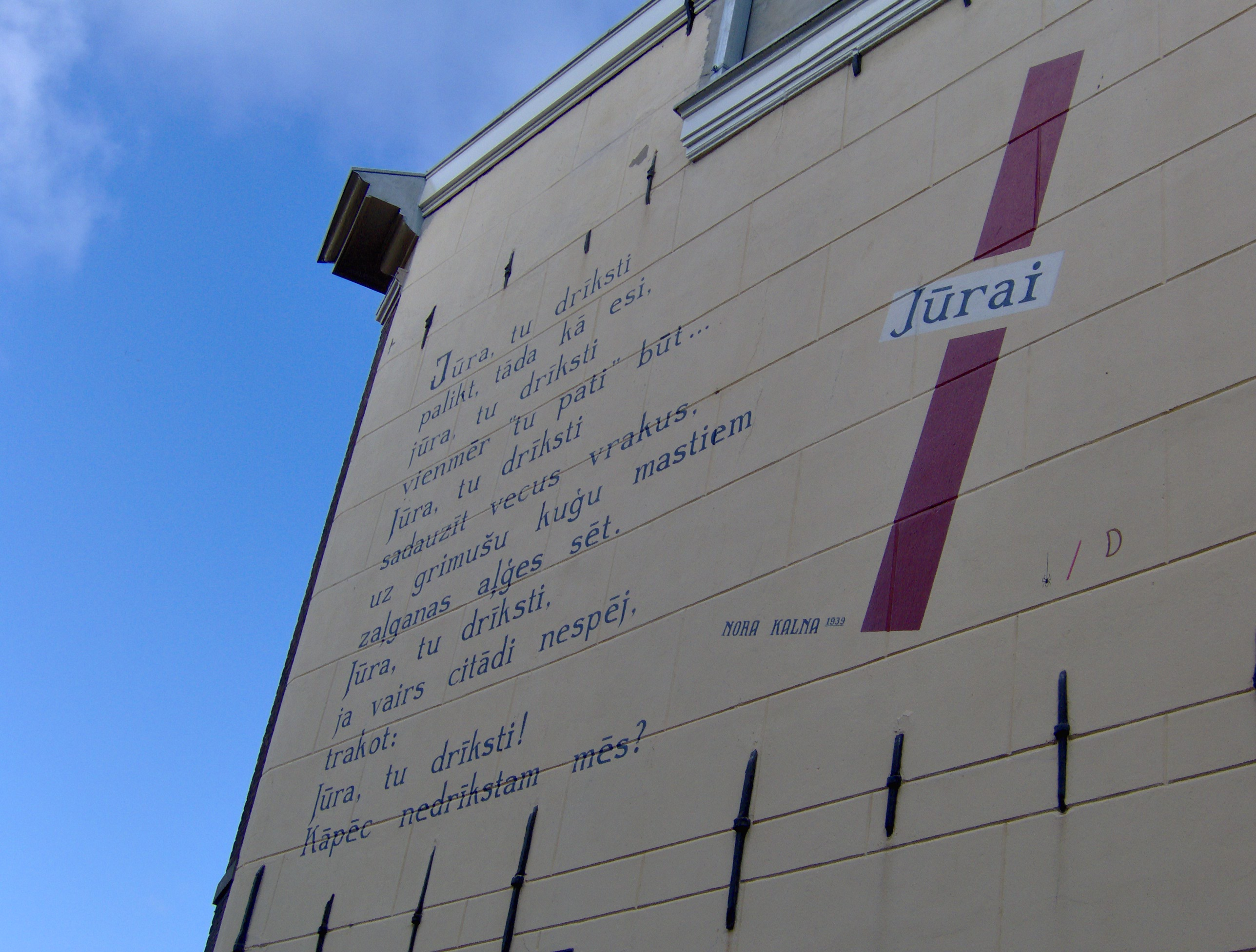
Het muurgedicht "Jūrai" (Aan de zee) van de Letse dichter Nora Kalna in Leiden (tussen 2004 en 2012)

Nora Kalna (1 november 1939) is een Letse dichter die woont in Riga.
Kalna studeerde in 1966 af aan de afdeling journalistiek van de Universiteit van Letland en werkte vervolgens op krantenredacties en bij uitgeverijen. Haar eerste gedicht publiceerde ze in 1963 in een  wijkkrant. Daarna volgden publicaties in tijdschriften, en in 1968 haar eerste uitgave van een gedichtenbundel: Gliemežvāki uz plaukstas : dzejoļi (Schelpen op uw hand: gedichten).
Letland werd na de Tweede Wereldoorlog langdurig bezet door de Sovjet-Unie, waartegen openlijk verzet niet toegestaan werd. Bijvoorbeeld door middel van de (illegale) uitgave van poëzie vroegen dichters om vrijheid van meningsuiting. In 1968 publiceerde Nora Kalna op die manier haar gedicht "Jūrai", waarin ze vraagt waarom de mensen niet dezelfde rechten hebben als de zee.
Kalna heeft ook vertalingen gemaakt van het werk van Turkmeense en Russische dichters.

## Werken

### Boeken
- Gliemežvāki uz plaukstas : dzejoļi / Nora Kalna. - Rīga : Liesma, 1968. - 55 blz.
- Kliedziens : dzeja / Nora Kalna. - Rīga : Liesma, 1972. - 133 blz.
- Slāpes : apraksti un tēlojumi / Nora Kalna. - Rīga : Liesma, 1973. - 96 blz.
- Tuksneša āladža / Nora Kalna. - Rīga : Liesma, 1976. - 136 blz., 2 lp. il. : il.
- Lietus akmens : māksl. apraksti / Kalna Nora. - Rīga : Avots, 1980. - 141 blz.
- Sliekšņi : reportāžas, esejas, dzeja / Nora Kalna. - Rīga : Avots, 1984. - 136 blz. : il., ģīm.
- Septiņas dzērves : [dzeja] / Nora Kalna. - Rīga : Liesma, 1986. - 125 blz.
- Un : lirika (1968-1988) / Nora Kalna. - Rīga : Liesma, 1990. - 245 blz. : il.
- Ir tāda vieta pie Baltijas jūras : atklāsme par Rucavas pagastu / Pasaules Dabas fonds ; Rucavas Dabas fonds. - Rīga : LU Ekol. centra apg. "Vide", 1995. - 34 blz. : kartosh. - Saturā dzejoļi: Kurzemē / Nora Kalna (blz.5).
- Valdnieks, dzejnieks un lauva : dzeja / Nora Kalna. - [B.v. : b.i., 1999]. - 98 blz. : il.
- Skolas zvans : dzejas izlase / sast. Jāzeps Osmanis ; māksl. Zigurds Zuze. - [Rīga] : Annele, 1999. - 350, [1] blz. - Aut. vidū: Nora Kalna.
- Ko dziedāja Rīgas gaiļi? : 100 dzejnieki par Rīgu : [dzeja] / sast.: Astrīde Ivaska, Anna Ļisicina, Inguna Cepīte, Anita Rožkalne ; māksl.: Gita Okonova, Mārtiņš Krūklis. - Rīga : Pētergailis, 2001. - 207 blz. - Aut. vidū: Nora Kalna.
- Es mīlu Latgali : dzejas izlase / sast. Anna Ļisicina, Anna Rancāne ; māksl. Māra Ozola. - Rīga : SolVita, 2002. - 238 blz. : krās. il. - Aut. vidū: Nora Kalna.
- Grāmatas aizkulises : apceres, dokumenti, intervijas, atmiņas : [krāj.] / sast. Rita Luginska, Saulcerīte Viese ; māksl. Māra Ozola. - Rīga : SolVita, 2002. - 365 blz. : il., ģīm., faks. - Saturā: Pēdējie dinozauri? / Nora Kalna.
- Dārgakmeņi veselībai un veiksmei / Nora Kalna ; Raimonda Ramuta vāka apdare. - [Rīga] : Atvars-S, 2002. - 128 blz.
- Skumjā viesuļvētra Nora : lirikas izlase / Nora Kalna. - Rīga, 2004. - 223 blz.
- Interesanti lasāmpanti : [dzejoļu krāj. bērniem] / sast.: Ilze Puriņa, Jāzeps Osmanis ; noform. izmantoti Margaritas Stārastes zīm. - Rīga : Annele, 2007. - 231 blz. : il. - Aut. vidū: Nora Kalna.

### Publicaties in tijdschriften
- Arābiem - Jaunais gads, latviešiem - Lieldienas : [par Jaunā gada atzīmēšanas tradīcijām pasaulē un pirmskristietības Latvijā] / Nora Kalna, Līva Jēkabsone // Mistērija. - ISSN 1407-4230. - Nr.3 (2005, marts), blz. 10-11.
- Atstātais - augstākās raudzes : [dzejnieces Laimas Līvenas (1943-2006) piemiņai] / Nora Kalna // Karogs. - ISSN 0132-6295. - Nr.11 (2006, nov.), blz. 206.
- Ko lasa? : [stāsta dzejniece] / Nora Kalna // Karogs. - ISSN 0132-6295. - Nr.2 (2005, febr.), blz. 191.
- Muče - vissenākais kalendārs : [par seno klejotāju cilšu gada dalījumu] / Nora Kalna // Mistērija. - ISSN 1407-4230. - Nr.12 (2006, dec.), blz. 56.
- Naktssapņi un pasaule zaratustriešu skatījumā / Nora Kalna // Mistērija. - ISSN 1407-4230. - Nr.4 (2004, apr.), blz. 31.-33.
- Noslēdzošais Ziemas spēka cikls : [eseja] / Nora Kalna // Mistērija. - ISSN 1407-4230. - Nr.12 (2006, dec.), blz. 53.
- Pa pusei lūgšana ; Kameja ; Uzvara ; Korāns ; Manai skolai / Nora Kalna // Kurzemes Vārds. - ISSN 1407-8902. - Nr.215 (2005, 14.sept.).
- Ramadāna mēnesis un Al-Kadra nakts : [par musulmaņu gavēni] / Nora Kalna // Mistērija. - ISSN 1407-4230. - Nr.10 (2006, okt.), blz. 14.-15.
- Rudens spēka cikls : enerģiju spēles : [eseja] / Nora Kalna // Mistērija. - ISSN 1407-4230. - Nr.9 (2006, sept.), blz. 42.-43.
- Vai tu sevi ieziemoji? : [eseja] / Nora Kalna // Mistērija. - ISSN 1407-4230. - Nr.11 (2006, nov.), blz. 13.
- Vārda enerģētika : [dziednieka, ārstes antropozofes, dzejnieces, aktrises diskusija] / Oskars Peipiņš, Māra Meijere, Nora Kalna, Ludmila Tarasova ; pierakst. Līga Zītara // Mistērija. - ISSN 1407-4230. - Nr.9 (2007, sept.), blz. 49.-53.

## Muurgedicht
In het kader van het project "Gedichten op muren" is in Leiden het muurgedicht Jūrai van Nora Kalna aangebracht. Tijdens het eerste officiële bezoek van een Lets staatshoofd aan Nederland ooit, bezocht president mevrouw Vaira Vike-Freiberga dinsdagmiddag 18 januari 2005 de Leidse universiteit. Vervolgens onthulde zij in aanwezigheid van Koningin Beatrix het Letlands gedicht van Nora Kalna op een muur van het nabij de universiteit gelegen Huize Rapenburg (Scheepmakerssteeg 2, hoek Rapenburg).
- International Standard Name Identifier: 0000 0003 9637 8288
- Library of Congress Control Number: n84127204
- Nationale Bibliotheek van Letland: 000000438
- Nederlandse Thesaurus van Auteursnamen: 079237800
- Virtual International Authority File: 291277320
- WorldCat: E39PBJtMrQDtDq94RhpkkvCCwC